# Graderingsvärde
Graderingsvärde är en typ av värde för en fastighet där inte "tillfälliga" faktorer tas med i värderingen. Faktorer som undantas från graderingsvärdet kan vara till exempel skog, byggnader och grödor.
Om tvångsvis fastighetsreglering genomförs får en fastighets graderingsvärde inte minskas väsenligt enligt 5 kap 8 § Fastighetsbildningslagen. Enligt rättspraxis är detta c:a 10% av graderingsvärdet. Enligt 5 kap 18 § Fastighetsbildningslagen är det dock tillåtet att genom fastighetsreglering minska en fastighets graderingsvärde mer än så om fastighetsägarna (och i förekommande fall tomträttshavarna) medger detta. Även vid omarrondering och klyvning har graderingsvärdet betydelse.
Motsatsen till graderingsvärde är likvidvärde, där "tillfälliga" faktorer tas med i värderingen.